# Arkitekta Skulpturum

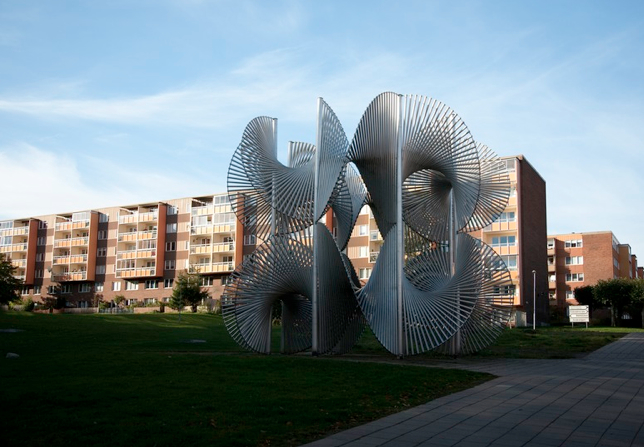
Arkitekta Skulpturum i Fisksätra

Arkitekta Skulpturum är en monumentalskulptur från 1975 av Bertil Herlow Svensson, belägen i Fisksätra i Nacka kommun.
Den är utförd av rör i aluminium och 8 meter hög. Verket tillkom efter en tävling 1970 som den halländske konstnären Bertil Herlow Svensson vann med mottot "Arkitekta Kulturrum" (sic).   Den påminner om flera andra av dennes monumentalverk från samma tid, men är den största och mest komplexa som uppförts. Modellen till Arkitekta Skulpturum finns i dag i familjen Herlow Svenssons ägo.
Det är en omtyckt skulptur som blivit lite av ett varumärke för förorten Fisksätra och förekommer bland annat i logotypen till Fisksätra Scoutkår.
I Fisksätra finns också skulpturerna "Del av helhet - Helhet av del I" och "Del av Helhet - Helhet av del II" av samme konstnär. Den tredje skulpturen i serien står vid Orminge köpcentrum.